# Circoscrizione Salerno-Avellino
La circoscrizione Salerno-Avellino (o circoscrizione XXIV) era una circoscrizione elettorale italiana per l'elezione dell'Assemblea Costituente, nel 1946.
Comprendeva le province di Salerno e di Avellino.
Era prevista dalla Tabella A di cui al decreto legislativo luogotenenziale 10 marzo 1946, n. 74.
Nel 1948 la circoscrizione fu soppressa contestualmente all'istituzione della circoscrizione Benevento-Avellino-Salerno, comprendente anche la Benevento (già inclusa nella circoscrizione Benevento-Campobasso).
Di seguito i risultati di lista e i deputati eletti, ordinati secondo il numero di preferenze ottenute.

## Elezioni politiche 1946
| Liste                                           | Voti    | %     | Seggi |
| ----------------------------------------------- | ------- | ----- | ----- |
| Democrazia Cristiana                            | 151.898 | 29,05 | 4     |
| Unione Democratica Nazionale                    | 98.539  | 18,85 | 3     |
| Fronte dell'Uomo Qualunque                      | 52.073  | 9,96  | 1     |
| Blocco Nazionale della Libertà                  | 41.059  | 7,85  | 1     |
| Partito Democratico del Lavoro                  | 40.633  | 7,77  | 1     |
| Partito Socialista Italiano di Unità Proletaria | 40.573  | 7,76  | 1     |
| Partito Comunista Italiano                      | 35.134  | 6,72  | 1     |
| Concentrazione Democratica Repubblicana         | 15.340  | 2,93  | -     |
| Partito Repubblicano Italiano                   | 13.891  | 2,66  | -     |
| Gruppo Combattenti e Indipendenti               | 12.165  | 2,33  | -     |
| Partito d'Azione                                | 11.043  | 2,11  | -     |
| Partito Unione Nazionale                        | 10.454  | 2,00  | -     |
| Totale                                          | 522.802 |       | 12    |

| Democrazia Cristiana                                                       | Unione Democratica Nazionale                            | Fronte dell'Uomo Qualunque                                   | Blocco Nazionale della Libertà |
| -------------------------------------------------------------------------- | ------------------------------------------------------- | ------------------------------------------------------------ | ------------------------------ |
| - Salvatore Scoca - Fiorentino Sullo - Raffaele Lettieri - Matteo Rescigno | - Carmine De Martino - Alfonso Rubilli - Giovanni Cuomo | - Giuseppe De Falco                                          | - Alfredo Covelli              |
| Partito Democratico del Lavoro                                             | Partito Socialista Italiano di Unità Proletaria         | Partito Comunista Italiano                                   |                                |
| - → Francesco Amatucci - Costantino Preziosi                               | - → Luigi Cacciatore - Ireneo Vinciguerra               | - → Giorgio Amendola - → Umberto Nobile - Ludovico Sicignano |                                |

1. ↑  Deceduto prima delle elezioni
2. 1 2 3  Opta per il collegio unico nazionale